# Злакув-Борови
Злакув-Борови (пол. Złaków Borowy) — село в Польщі, у гміні Здуни Ловицького повіту Лодзинського воєводства.
Населення — 556 осіб (2011).
У 1975-1998 роках село належало до Скерневицького воєводства.

## Демографія
Демографічна структура станом на 31 березня 2011 року:
|          | Загалом | Допрацездатний вік | Працездатний вік | Постпрацездатний вік |
| -------- | ------- | ------------------ | ---------------- | -------------------- |
| Чоловіки | 288     | 65                 | 173              | 50                   |
| Жінки    | 268     | 47                 | 132              | 89                   |
| Разом    | 556     | 112                | 305              | 139                  |